# Kabarnet
Kabarnet – miasto w Kenii, stolica hrabstwa Baringo. W 2019 liczyło 22,5 tys. mieszkańców. 